# Titularbistum Oliva
Oliva ist ein Titularbistum der römisch-katholischen Kirche.
Es geht zurück auf einen Bischofssitz in der gleichnamigen antiken Stadt, die in der Spätantike in der römischen Provinz Mauretania Sitifensis (heute nördliches Algerien) lag. Spätestens im Zuge der islamischen Expansion ging der Bischofssitz unter.
| Titularbischöfe von Oliva |                             |                                                              |                   |                   |
| Nr.                       | Name                        | Amt                                                          | von               | bis               |
| 1                         | Joseph Martin MAfr          | Apostolischer Vikar von Ngozi (Ruanda-Urundi)                | 14. Juli 1949     | 10. November 1959 |
| 2                         | Theotonius Amal Ganguly CSC | Weihbischof in Dacca (Ostpakistan)                           | 3. September 1960 | 6. Juli 1965      |
| 3                         | Frank Marcus Fernando       | Weihbischof in Colombo, Koadjutorbischof von Chilaw (Ceylon) | 6. Juli 1965      | 27. Dezember 1972 |
| 4                         | Wilton Daniel Gregory       | Weihbischof in Chicago (USA)                                 | 31. Oktober 1983  | 29. Dezember 1993 |
| 5                         | Joseph Martin Sartoris      | Weihbischof in Los Angeles (USA)                             | 8. Februar 1994   | 27. Juni 2025     |